# Чежия, Антип Маркозович
Антип Маркозович Чежия (1910 год — неизвестно, Грузинская ССР) — секретарь Гальского районного комитета партии, Абхазская АССР, Грузинская ССР. Герой Социалистического Труда (1948). Депутат Верховного Совета Грузинской ССР.

## Биография
Родился в 1910 году в крестьянской семье в одном из сельских населённых пунктов на территории современной Грузии. С 1940-х годов — секретарь Гальского райкома партии. В феврале 1946 года за выдающиеся достижения в развитии сельского хозяйства и в связи с 25-летием Грузинской ССР был награждён Орденом Красной Звезды.
В послевоенные годы занимался развитием сельского хозяйства в Гальском районе. Благодаря его деятельности сельскохозяйственные предприятия Гальского района перевыполнили план по сдаче государству урожая кукурузы в целом по району на 27,8 процентов. Указом Президиума Верховного Совета СССР от 21 февраля 1948 года удостоен звания Героя Социалистического Труда за «получение высоких урожаев кукурузы и пшеницы в 1947 году» с вручением ордена Ленина и золотой медали «Серп и Молот» (№ 761).
Этим же указом званием Героя Социалистического Труда были награждены председатель Гальского райисполкома Антон Мерабович Джахая, заведующий районным отделом сельского хозяйства Александр Тимофеевич Кварацхелия и 75 колхозников различных колхозов Гальского района, в том числе 6 председателей колхозов.
Избирался депутатом Верховного Совета Грузинской ССР 2-го созыва (1947—1951). В последующие годы — председатель Зугдидского райисполкома.
В 1971 году награждался Орденом Трудового Красного Знамени. Дальнейшая судьба неизвестна.
Награды
- Герой Социалистического Труда
- Орден Ленина
- Орден Красной Звезды (24.02.1946)
- Орден Трудового Красного Знамени (08.04.1971)